# Hermann Singer (Wirtschaftswissenschaftler)
Hermann Singer (* 1954) ist ein deutscher Wirtschaftswissenschaftler und Statistiker.

## Leben
Er studierte Physik und Mathematik in Ulm, Cambridge und Berlin. Das Diplom legte er 1980 über ein Thema aus der statistischen Mechanik ab. Schwerpunkte: Statistische Mechanik, Quantentheorie, Festkörperphysik, Wahrscheinlichkeitsrechnung, Funktionalanalysis. Er studierte Psychologie und Soziologie in Konstanz (Diplom 1986 über ein Thema aus der klinischen Psychologie, Schwerpunkte: quantitative und qualitative Methoden (Panelanalyse, Ethnomethodologie, objektive Hermeneutik, Psychoanalyse), klinische Psychologie, Medizinsoziologie). Wissenschaftlicher Mitarbeiter in einem psychiatrischen Forschungsprojekt (Familienpflege, SFB 129, Universität Ulm, PLK Weissenau). Nach der Promotion im Fach Statistik (1990) wissenschaftlicher Mitarbeiter im DFG-Projekt Zeitstetige Panel-Modelle (Leiter: Alfred Hamerle, Willi Nagl). Er war wissenschaftlicher Assistent am Lehrstuhl für Statistik der Universität Regensburg (Alfred Hamerle) und Akademischer Rat am Lehrstuhl für Statistik (ab 1993: beauftragt mit der Statistik- und Methodenlehre-Ausbildung für Psychologen, Soziologen, Politologen und Geographen). Nach der Habilitation im Fach Statistik an der wirtschaftswissenschaftlichen Fakultät in Regensburg (1998): Kontinuierlich-diskrete Zustandsraum-Modelle. Anwendung stochastischer Differentialgleichungen in Ökonometrie und empirischer Kapitalmarktforschung erfolgte die Lehrbefugnis im Fach Statistik und Ernennung zum Privatdozenten. 2001 nahm er den Ruf auf den Lehrstuhl Angewandte Statistik und Methoden der empirischen Sozialforschung an die FernUniversität Hagen an. Dekan der Fakultät für Wirtschaftswissenschaft war er von Mai 2013 bis April 2015.

## Schriften (Auswahl)
- Parameterschätzung in zeitkontinuierlichen dynamischen Systemen. Konstanz 1990, ISBN 3-89191-375-3.
- Zeitkontinuierliche dynamische Systeme. Frankfurt am Main 1992, ISBN 3-593-34662-1.
- Finanzmarktökonometrie. Zeitstetige Systeme und ihre Anwendung in Ökonometrie und empirischer Kapitalmarktforschung. Mit 42 Tabellen. Berlin 1999, ISBN 3-7908-1204-8.
- Maximum entropy inference for mixed continuous‐discrete variables. International Journal of Intelligent Systems 25, 4, 2010
- Conditional Gauss-Hermite filtering with application to volatility estimation. IEEE Transactions on Automatic Control, 60, 9, 2015